# Fineasz Flynn
Fineasz Flynn (ang. Phineas Flynn) – postać fikcyjna z serialu animowanego Fineasz i Ferb.
Fineasz jest miłym chłopcem, mieszkającym w Danville. Jest on dzieckiem o trójkątnej twarzy, niebieskich oczach i włosach koloru czerwonego. Chodzi ubrany w pomarańczowo–białą bluzkę w paski i jeansowe spodnie. Codziennie, razem ze swoim bratem Ferbem, buduje wynalazki, których nie są w stanie zrobić zwykłe dzieci. W przeciwieństwie do Ferba, jest bardzo gadatliwy. Ma 9 lub 10 lat (w zależności od sezonu). Lubi fotele masujące i chciałby na nich codziennie siedzieć. Ma też zwierzątko – dziobaka Pepe, który zawsze znika, gdy chłopcy myślą nad tym, co zrobić danego dnia.
Fineasz tworzy wynalazki dla zabawy, bądź by pomóc przyjaciołom. O prawie wszystkich ich wynalazkach wie ich siostra, Fretka, która chce udowodnić mamie, że chłopcy są niezwykłymi ludźmi mogącymi zbudować wszystko. Linda, ich matka, nie wierzy jej i uważa Fretkę za komediantkę z wybujałą wyobraźnią, ponieważ wynalazki chłopców często znikają w niewyjaśnionych dla nich okolicznościach. W odcinku Nawet nie mrugnij rodzeństwo i ich przyjaciele postanawiają sprawdzić, co stanie się z „wielkim i oczywistym” wynalazkiem Fineasza i Ferba.
Podkochuje się w Izabeli co widać w niektórych odcinkach.
Jego najlepszymi przyjaciółmi są Baljeet Tjinder, Buford van Stomm i Django. Ma również swojego fana Irvinga.
W filmie Fineasz i Ferb: Podróż w drugim wymiarze Fineasz poznaje prawdę dotyczącą działalności Pepe Pana Dziobaka (zwierzak ma pseudonim Agent P i walczy ze złym doktorem Heinzem Dundersztycem).